# Palagonita

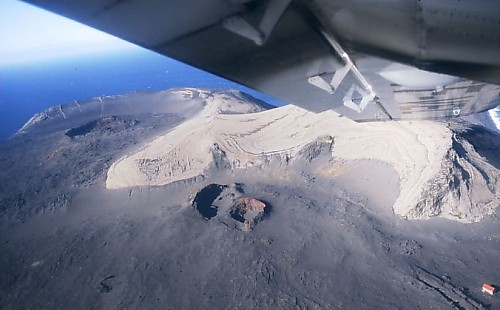
Vista aérea de la parte central del volcán Surtsey. Se observan tobas de palagonita (color claro) que sobresalen de coladas de lavas de basalto (color oscuro).

La palagonita es un material de color amarillento a café que se forma producto de la alteración de vidrio volcánico. Es un material heterogéneo que puede ser transparente e isotrópico calificado como gel o ser transluciente, anisotrópico con partículas fibrosas o granulares. La palagonitización es el proceso en el que un vidrio volcánico se convierte en palagonita. 